# アポロ13
『アポロ13』（アポロサーティーン、Apollo 13）は、1995年のアメリカ合衆国の映画。監督はロン・ハワード、主演はトム・ハンクス、ケヴィン・ベーコン、ビル・パクストン。上映時間約140分。アポロ13号爆発事故の実話に基づく作品で、ジム・ラヴェルのノンフィクション"Lost Moon"を原作としている。第68回アカデミー賞において編集賞、録音賞の2部門で受賞した。
以下の記述は、基本的には映画で描かれた内容、そのDVD等に特典として収録されていたインタビューやテキストなどを元とする。

## ストーリ－

### プロローグ
風疹によるメンバー変更
アポロ13号への搭乗が予定されているジム・ラヴェル船長（トム・ハンクス）とフレッド・ヘイズ月着陸船パイロット（ビル・パクストン）、ケン・マッティングリー司令船パイロット（ゲイリー・シニーズ)の3名の宇宙飛行士は、史上3度目の月面着陸を目指し、打ち上げの日まで訓練を重ねていた。ジムの妻マリリンは13号という不吉な数字に不安を感じていたが、ジムは気にしていなかった。
しかし、打ち上げ2日前になって予備チームの1人が風疹にかかり、抗体をもっていないケンは感染・発症の可能性があるとして、NASAから搭乗権を取り消されてしまう。ひどく落胆するケンとは対照的に、代役として突然月行きが舞い込んだ予備チームの司令船パイロットのジャック・スワイガート（ケヴィン・ベーコン）は歓喜する。

### 序盤
エンジン故障するも打ち上げ成功
家族たちも見守る中、1970年4月11日13時13分、アポロ13号はサターンVロケットで発射。5基あるエンジンのうちセンターエンジン1基が停止したもののミッションに影響はなく、打ち上げは無事に成功した。
続いて月着陸船「LEM」（通称アクエリアス）とのドッキングも、シミュレーターでは失敗が多かったジャックだが、ここは無事に成功させる。予定通りの軌道に乗ったアポロ13号は月までの道中、テレビ中継用の交信などのスケジュールをこなしながら航行していく。
酸素タンクの爆発
4月13日22時、アポロ13号は地球から約32万キロメートルの地点に到達し、月までもう少しのところまで迫った頃、ヒューストンの管制室はジャックに、機械船の液体酸素タンクを攪拌するよう指示を出す。
ところが、ジャックが攪拌スイッチを入れた途端に大きな爆発音がし、機体は激しく揺れる。大量の警告ランプが鳴り、酸素残量の計器が見る見る間に減っていく。計器の故障も疑われたが、ジムが窓から空気の流出を肉眼で確認、「ヒューストン、トラブルだ」と報告を入れる。まだ月面着陸を諦めていなかった一同だったが、事態の深刻さを把握したヒューストンは、酸素の流出を止めるために燃料電池の反応バルブを閉じるように指示。それは月面着陸が不可能になる事を意味していた。しかし目論見は外れて流出は止まらなかった。

### 中盤
電力の不足
すでに大半の電力を失った司令船は、地球への再突入用の電力を残すために電源をシャットダウンする事になる。そうなると地球までの帰路は月着陸船で向かう事になるが、その誘導プログラムを着陸船に移さなければアポロ13号は宇宙で完全に迷子になってしまうのだ。しかも通常3時間かかる着陸船の起動作業を、司令船の酸素残量である15分以内に行わなわなければならなかった。間もなく、なんとか作業を完了したクルーは司令船の電源を落としたが、1度落とした電源が極寒の影響などで再起動できる保証はなかった。
NASAでは主席管制官のジーン・クランツ(エド・ハリス)が、専門家から各部の設計者や作業員まですべての関係者を召集し対策を練っていた。議論の結果、アポロ13号は月の周りを1周し、その勢いを利用して地球に帰還する「自由帰還軌道」をとる事が決まる。アポロ13号が月を周回する際、クルーは自分たちが降りる予定だった月面を眺めながら思いを馳せながらも、地球への帰還、家族の待つ家への帰宅を誓う。その地球ではこの緊急事態にマスコミが手の平を返して大注目。一方ジムの家では妻のマリリンが子供たちに事故の事実を気丈に伝えるも、1人になると不安で涙していた。
現在の消費電力――60アンペアでは、大気圏に突入する前に月着陸船の電池が干上がることが判明する。管制官のジョン・アーロン(ローレン・ディーン)の主張で、電池を温存するために生命維持に直結しない機器は全て電源を切ることになる。暖房も停止するため船内は摂氏1度まで冷えこみ、フレッドは寒さと脱水が原因で体調をくずし発熱までしてしまう。
二酸化炭素濃度の上昇
瀕死の宇宙船に試練はまだまだ続く。2人乗りの月着陸船に三人が避難したせいで空調設備の二酸化炭素吸収フィルターの濾過(ろか)が追い付かず、このままでは船内の二酸化炭素濃度が中毒死に至るまで上昇してしまうのである。司令船の空調設備には新品のフィルターがあるが、月着陸船のそれとは形状が異なり、月着陸船の空調設備にはまらない。そこでヒューストンの担当者は、月着陸船の空調設備と司令船のフィルターをつなぐ「アダプタ」を考案し、乗組員の3人に無線での口頭説明で作成させると、二酸化炭素濃度は安全レベルにまで落ちていった。
降下用エンジンによる軌道修正
しかし安堵したのも束の間、宇宙船が正しい軌道を外れつつあることがわかる。軌道修正のために本来は月への離着陸のためにある月着陸船のブースター噴射を利用する事になるが、電力を消費する誘導コンピュータや自動操縦装置を使用できない状況のため、3人は手動操作での姿勢制御と軌道修正に挑戦、見事成功させる。

### 終盤
司令船の再起動
4月17日、アポロ13号は地球に再接近するが、大気圏再突入を目前に控えてもまだシステム再起動のプランが上がってきていない。再突入のための電力残量が不足していて、ケンとアーロン達がシミュレーターに籠り、司令船再起動に際しての作業手順を省くなどあらゆる工夫を試しているのだが、誘導プログラムや交信装置、スラスターやパラシュート作動のモーターなど、どうしても必要最低限の物があり、どんな手順で行なっても4アンペア足りないのである。
行き詰った末、ケンは司令船から月着陸船へ電力を供給している電線を逆流させ、逆に月着陸船の電力を司令船に移す案を発見する。司令船のコンピューターは長時間シャットダウンした状態で凍り付いていたため、再起動しない可能性もあり、また結露によりショートする恐れもあったが、ケンの指揮のもと司令船を無事に再起動させる。
不要になった機械船を投棄すると、クルーは観測窓から機械船の液体酸素タンクとその区画一帯が吹き飛び、内部構造が露出しているのを目撃する。酸素タンクの爆発が船体の広範囲を損壊させた可能性もあり、もし司令船の耐熱シールドにも傷がついていたら、司令船は大気圏再突入時に崩壊し、乗組員もろとも燃え尽きてしまうのだ。さらに地球に接近するとクルーは司令船に移り、今度は月着陸船を切り離す。爆発から今日まで救命ボートとして命を繋いでくれた着陸船を感慨深く見送るのであった。

### ラスト
大気圏突入
いよいよ大気圏突入が迫るが、運の悪い事に着水海域には台風が迫っており、またスラスターやパラシュートが凍結している恐れ、シールドにヒビがある可能性など、不安要素は山積みであった。さらに侵入角度が浅くなってきてる事も判明したが、これらの問題のすべてには、もはや対処の手段がなく、ここまで英知の限りを尽くして困難を克服してきた彼らも、あとは幸運を祈ることしかできないのだ。間もなく司令船は超高速で大気圏に再突入し、摂氏数万度の火炎に包まれ、ヒューストンとの交信も途絶する。ヒューストンは無線で司令船に呼びかける。
だが、交信復帰予定の3分を経っても応答はない。4分が経過し、誰もが最悪の事態を覚悟したとき、青空にオレンジ色のパラシュートが花開き、司令船が応答する。アポロ13号が地球に還ってきたのだった。

## スタッフ
- 監督：ロン・ハワード
- 製作：ブライアン・グレイザー
- 音楽：ジェームズ・ホーナー
- 撮影：ディーン・カンディ
- 美術：マイケル・コレンブリ
- VFX：デジタル・ドメイン
- VFXスーパーバイザー：ロバート・レガート

## 登場人物
ジム・ラヴェル
演 - トム・ハンクス
アポロ13号の船長。アポロ8号に搭乗したこともある。人類初の月の周回を行った。13が不吉な数字でも気にしない。
ジャック・スワイガート
演 - ケヴィン・ベーコン
予備チームの司令船パイロット。初の独身の宇宙飛行士。技術的には不安がある。
ケン・マッティングリー
演 - ゲイリー・シニーズ
司令船パイロット。風疹の疑いをかけられる。
フレッド・ヘイズ
演 - ビル・パクストン
月着陸船パイロット。
ジーン・クランツ
演 - エド・ハリス
主席管制官。
マリリン・ラヴェル
演 - キャスリーン・クインラン
ジムの妻。
ジョン・アーロン
演 - ローレン・ディーン
管制官。
ジェフリー・ラヴェル
演 - ミコ・ヒューズ
ジムとマリリンの息子。
ブランチ・ラヴェル
演 - ジーン・スピーグル・ハワード
ジムの母。
メアリー・ヘイズ
演 - トレイシー・ライナー
フレッドの妻。妊娠中。
バーバラ・ラヴェル
演 - メアリー・ケイト・シェルハート
ジムとマリリンの娘。
ディーク・スレイトン
演 - クリス・エリス
NASAのスタッフ。ジムのボス。マーキュリー・セブンの一人。
ヘンリー・ハート
演 - ザンダー・バークレー
NASAのスタッフ。
サイ・リーバゴッド
演 - クリント・ハワード
管制官。
ジョン・ヤング
演 - ベン・マーリー
サブチームの船長。

## キャスト
| 役名                              | 俳優                                | 日本語吹替                | 日本語吹替 | 日本語吹替 |
| 役名                              | 俳優                                | ソフト版                  | 日本テレビ版 | フジテレビ版 |
| --------------------------------- | ----------------------------------- | ------------------------- | --- | --- |
| ジム・ラヴェル                    | トム・ハンクス                      | 江原正士                  | 山寺宏一 | 江原正士 |
| フレッド・ヘイズ                  | ビル・パクストン                    | 星野充昭                  | 星野充昭 | 立木文彦 |
| ジャック・スワイガート            | ケヴィン・ベーコン                  | 安原義人                  | 山路和弘 | 安原義人 |
| ケン・マッティングリー            | ゲイリー・シニーズ                  | 有本欽隆                  | 石塚運昇 | 鈴置洋孝 |
| ジーン・クランツ                  | エド・ハリス                        | 納谷六朗                  | 津嘉山正種 | 小川真司 |
| マリリン・ラヴェル                | キャスリーン・クインラン            | 弘中くみ子                | 土井美加 | 唐沢潤 |
| バーバラ・ラヴェル                | メアリー・ケイト・シェルハート      | 深水由美                  | | 深水由美 |
| ジェフリー・ラヴェル              | ミコ・ヒューズ                      | 津村まこと                | 矢島晶子 | 大谷育江 |
| ブランチ・ラヴェル                | ジーン・スピーグル・ハワード        | 寺内よりえ                | 竹口安芸子 | |
| メアリー・ヘイズ                  | トレイシー・ライナー                | 喜田あゆみ                | 安達忍 | 渡辺美佐 |
| ディーク・スレイトン              | クリス・エリス                      | 相沢正輝                  | | 屋良有作 |
| NASAディレクター                  | ジョー・スパーノ                    | 伊藤和晃                  | | 納谷六朗 |
| ヘンリー・ハート                  | ザンダー・バークレー                | 小野健一                  | | 梅津秀行 |
| ジョン・ヤング                    | ベン・マーリー                      | 荒川太郎                  | | |
| サイ・リーバゴッド（EECOM White） | クリント・ハワード                  | 中博史                    | | 桐本琢也 |
| ジョン・アーロン（EECOM Arthur）  | ローレン・ディーン                  | 宮本充                    | 宮本充 | 成田剣 |
| テッド                            | ジェームズ・リッツ                  | 喜多川拓郎                | | |
| 着陸船担当者                      | ウェイン・デュヴァル                | 松本大                    | | |
| ギュンター・ヴェント              | エンドレ・ヒューレス                | 天田益男                  | | |
| ジュールズ・バーグマン            | ジュールズ・バーグマン              | 石波義人                  | | 秋元羊介 |
| ウォルター・クロンカイト          | ウォルター・クロンカイト            | 宝亀克寿                  | | 糸博 |
| 役不明又はその他                  |                                     |                           | 田中秀幸 田原アルノ 後藤敦 野島昭生 銀河万丈 糸博 伊藤和晃 石波義人 古澤徹 長島雄一 斎藤志郎 後藤哲夫 相沢正輝 中田和宏 石井隆夫 山野井仁 吉田孝 遠藤純一 石川寛美 | 森田順平 屋良有作 清水明彦 古田信幸 小室正幸 土田大 乃村健次 置鮎龍太郎 茶風林 鈴木勝美 竹村拓 中嶋聡彦 鳥海勝美 加藤優子 津村まこと |
| 日本語版制作スタッフ              |                                     |                           | | |
| 翻訳                              | 戸田奈津子（字幕） 毛利衛(翻訳監修) | 佐藤恵子 毛利衛(翻訳監修) | たかしまちせこ | 松崎広幸 |
| 演出                              | -                                   | 蕨南勝之                  | 蕨南勝之 | 鍛治谷功 |
| 制作                              | -                                   | 東北新社                  | コスモプロモーション | ムービーテレビジョン |
| 初回放送                          | -                                   | -                         | 1999年1月15日 『金曜ロードショー』 ※本編ノーカット | 2003年5月24日 『ゴールデンシアター』 ※正味約95分                                                                                     |

- クレジット・ロールでは、Whiz Kid役にオースティン・オブライエン、Whiz Kid Mom役として Louisa Marie がそれぞれ出演したことになっているが、出演しているシーンはない[要出典]。登場シーンの撮影はしたが、映画からは削除されたとのインタビューがあるという[要出典]。

## 評価
レビュー・アグリゲーターのRotten Tomatoesでは95件のレビューで支持率は96%、平均点は8.20/10となった。Metacriticでは22件のレビューを基に加重平均値が77/100となった。

## その他
- アポロ13号の項にあるとおり、この事故は、後に「成功した失敗 (successful failure)」と呼ばれるようになった。"Houston,we have a problem."（ヒューストン、トラブルだ）[注 6]や"Failure is not an option."（失敗という選択肢はない）に代表されるセリフ、主席飛行管制官であるジーン・クランツ（Gene Kranz）と各管制官との「まわしキャッチボール[注 7]」など、劇中では事実を忠実に再現しているシーンが数多く見られる。使われているニュース映像や、さらには初の独身宇宙飛行士であったジャック・スワイガートをネタにアポロ計画をからかうテレビ番組『ディック・キャヴェット・ショー（英語版）』はすべて当時の映像である。また、宇宙船内の機器パネルや管制センターの作り込みは秀逸で、演技指導のNASAのOBがセットから出ようとするとき、本物のエレベータ[注 8]を探そうとして迷ったというエピソードもある[6]。
- アポロ13号を宇宙に打ち上げるサターンVロケットの発射シーンや、各種モジュール切り離しシーンなどは、本物のような映像を当時の最先端CGと精密模型によって再現しており、試写を観た当時の一部の関係者らが本物の記録映像と間違えた程である[7]。CG制作の模様はNHKスペシャル「新・電子立国」第1回「驚異の画像～ハリウッドのデジタル技術～(1995年10月29日)」や「世界まる見え!テレビ特捜部」でも取り上げられた[いつ?]。
- 一方でアポロ月着陸船の再現には、当時デジタル・ドメインに勤務していた日本人模型職人の北村眞平が所有していたプラモデルが使われている。映画製作当時、アメリカ国内では既に月着陸船のプラモデルが販売されておらず、正確な形がわからずに困っていたスタッフは、北村の持つ模型を元に設計図を起こし、映画撮影用のスケールモデルを製作した[8]。
- 無重力状態のシーンは、映画史上初めて航空機を使った実際の無重力状態で撮影されている。この航空機は、もと空中給油機だったKC-135AをNASAが無重力訓練用に改造したものである（通称「嘔吐彗星」）。1回のフライトで約25秒間の無重力状態が得られるが、撮影のために600回近く飛行した[9]。当作品では、地上のセット（すなわち通常の重力下で撮影したカット）と巧妙に混ぜ合わせて編集されている。
- ラストシーンでトム・ハンクス演じるラヴェル船長が握手するイオー・ジマ級強襲揚陸艦「イオー・ジマ」(捜索ヘリコプター隊の母艦）の艦長リーランド・カーケモ役は、本映画の原作者でもあるラヴェル船長本人である[注 9]。なお、撮影時は「イオー・ジマ」がすでに退役していたので、同型艦の6番艦「ニューオーリンズ」が「イオー・ジマ」役として用いられている。
- 冒頭打ち上げシーンにて、観客席で拍手する役のひとりとしてマリリン・ラヴェル本人も出演している[要出典]。
- 映画では液体酸素タンク爆発後、飛行士たちが口論する場面があるが実際には口論になっておらず、ラヴェルは「口論する余裕すらなかった」と語っている。生体モニターを外すシーンも創作である。
- ラヴェル船長の妻マリリンがシャワーを浴びている際に指輪を落とすシーンは、誇張であると批判を浴びたようだが、こちらは事実とのことである[10]。
- ビートルズのアルバム『レット・イット・ビー』を4月にラヴェルの娘バーバラが持っているシーンがあるが、このアルバムが発売されたのは翌月のことである（イギリスでは5月8日、アメリカでは5月18日）ので、このシーンは実際にはありえないことである。
- ロン・ハワード監督は俳優一家である。監督作品恒例の家族出演はNASA職員のサイを兄クリント、息子の家族を励ますブランチ役を母のジーン・スピーグルが受け持つほか、父のランス(牧師)、娘のブライス・ダラスと妻のシェリルも参加し最多となった。
- 日本人宇宙飛行士の野口聡一は、2020年11月のインタビューの中で、最も好きな「宇宙モノ映画」としてこの作品に言及し、「再現性が本当に高い」とコメントしていた。

| 年月日     | チャンネル | 放送枠             | 出典   |
| ---------- | ---------- | ------------------ | ------ |
| 2022/10/21 | 7          | 午後のロードショー | [ 11 ] |
|            |            |                    |        |
|            |            |                    |        |